# اوپلاند

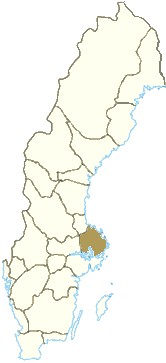
موقعیت اوپلاند در سوئد

اوپلاند (به سوئدی: Uppland) یکی از سرزمین‌های سوئد است که در ساحل شرقی این کشور قرار دارد.
بخشی از پایتخت سوئد، استکهلم و بخشی از شهرستان استکهلم در این سرزمین قرار دارد.
این سرزمین با سرزمین‌های وستمانلاند، سودرمانلاند و گستریکلاند و همچنین دریاچه ملارن و دریای بالتیک هم‌مرز است.
جمعیت این سرزمین در سال ۲۰۰۷ در حدود ۱٫۳۹۰٫۹۱۴ بوده‌است.